# Старо-Железаре
Старо-Железаре (болг. Старо Железаре) — село в Болгарии. Находится в Пловдивской области, входит в общину Хисаря. Население составляет 551 человек.

## Политическая ситуация
В местном кметстве Старо-Железаре, в состав которого входит Старо-Железаре, должность кмета (старосты) исполняет Илия Тонов Тонов (Болгарская социалистическая партия (БСП)) по результатам выборов правления кметства.
Кмет (мэр) общины Хисаря — Георги Николов Пирянков (инициативный комитет) по результатам выборов в правление общины.